# Новосади (Пуховицький район)
Новосади (біл. вёска Навасады) — село в складі Пуховицького району Мінської області, Білорусь. Село підпорядковане Пережирській сільській раді, розташоване в центральній частині області.